# Szorzatösszeg
Szorzatösszegnek nevezzük egy gyűrű elemeiből képzett {\displaystyle a_{1},\dots ,a_{n}} és {\displaystyle b_{1},\dots ,b_{n}\,(n\in \mathbb {N} )} véges sorozatok megfelelő tagjai szorzatának összegét, azaz a sorozatok tagjaiból képzett
 kifejezést.

## Szorzatösszegek tulajdonságai
Rögzített {\displaystyle a_{1},\dots ,a_{n}} és {\displaystyle b_{1},\dots ,b_{n}} sorozatok permutációiból képezhető szorzatösszegek közül rendezett gyűrűben azoknak az értéke a legnagyobb, amelyeknek esetében a két sorozat permutációi egyformán rendezettek, és azoknak az értéke a legkisebb, amelyeknek esetében a két sorozat permutációi ellentétesen rendezettek.
Bizonyítás:
Tekintsük a {\displaystyle S=\sum _{i=1}^{n}a_{i}b_{i}=a_{1}b_{1}+\cdots +a_{n}b_{n}} szorzatösszeget, és tegyük fel, hogy az {\displaystyle a_{1},\dots ,a_{n}} és {\displaystyle b_{1},\dots ,b_{n}} sorozatok nem egyformán rendezettek, azaz van olyan {\displaystyle i\neq j} indexpár, amelyre {\displaystyle \,a_{i}<a_{j}}, de {\displaystyle \,b_{i}>b_{j}}. Képezzük ekkor a {\displaystyle b_{1},\dots ,b_{n}} sorozatnak azt a permutációját, amelyben {\displaystyle \,b_{i}} és {\displaystyle \,b_{j}} helyet cserél, és vizsgáljuk az ebből alkotott {\displaystyle S'=a_{1}b_{1}+\cdots +a_{i}b_{j}+\cdots +a_{j}b_{i}+\cdots +a_{n}b_{n}} szorzatösszeg és az eredeti szorzatösszeg különbségét:
tehát ha a szorzatösszeg nem egyformán rendezett permutációkból készült, akkor mindig található nagyobb értékű szorzatösszeget előállító permutációpár.
Hasonló módon indokolható, hogy a legkisebb értékű szorzatösszeg éppen az ellentétesen rendezett permutációkból készíthető.